# Marquesat de Zuccarello
El marquesat de Zuccarello fou un estat feudal d'Itàlia originat per divisió dels dominis dels Del Carretto, al seu torn una branca de la família Aleramici.
El marquesat es va originar per divisió del patrimoni del marquesat de Finale: Jordi I del Carreto marquès de Finale va deixar el marquesat de Zucarrello al seu fill Carles I Didac i el marquesat de Mombaldone al seu germà Enric.

## Llista de marquesos

### Genealogia
- Carles I Didac, marquès de Zuccarello, senyor de Balestrino i d'Aquila d'Arroscia, Podestà de Gènova 1397-1421 (+1421)
  - Enriquet 1421-1431
    - Carles II, conmarquès (1431-1451), marquès de Balestrino (1448-1488) 1431-1488
      - Antoni, conmarquès 1488-1518, marquès 1518-1519
        - Joan Bertomeu 1519-1554
          - Filibert 1554-1574
            - Escipió 1574-1598 (després marquès de Bagnasco, mort el 1605)
              - Filiberto, marquès de Bagnasco 1605-1658, marquès de Saliceto 1619-1658
              - Francesc Girolam, marquès de Saliceto i Bagnasco 1658-1660
                - Carles Girolam, marquès de Saliceto i Bagnasco, 1660-1712
                  - Josep Antoni Maria Bernard, marquès de Bagnasco i Saliceto, 1712-1717

            - Pròsper, marquès de Zuccarello 1598-1607
            - Octavi, marquès de Zuccarello 1607-1631 (+ Gènova 1632)

        - Pirro, marquès de Balestrino i Bossolasco, senyor de Serravalle i Bardineto

    - Jordi, conmarquès (1431-452)
      - Joan Jaume, conmarquès (1452-1518)

### Llista

#### Marquesat de Zuccarello
- Carles I Didac, marquès de Zuccarello, senyor de Balestrino i d'Aquila d'Arroscia, Podestà de Gènova 1397-1421 (+1421)
- Enriquet (fill) 1421-1431
- Carles II (fill), conmarquès 1431-1451, marquès de Balestrino (1448-1488)
- Jordi (germà) conmarquès 1431-1452
- Joan Jaume (fill), conmarquès 1452-1518
- Antoni (fill de Carles II), conmarquès 1488-1518, marquès únic 1518-1519
- Joan Bertomeu (fill) 1519-1554
- Filibert (fill) 1554-1574
- Escipió (fill) 1574-1598 (després marquès de Bagnasco, mort el 1605)
- Pròsper (germà), marquès de Zuccarello 1598-1607
- Octavi (germà), marquès de Zuccarello 1607-1631 (+ Gènova 1632)

#### Marquesat de Bagnasco i de Saliceto
- Filibert (fill d'Escipió), marquès de Bagnasco 1605-1658, marquès de Saliceto 1619-1658
- Francesc Girolam (germà), marquès de Saliceto i Bagnasco 1658-1660
- Carles Girolam (fill), marquès de Saliceto i Bagnasco, 1660-1712
- Josep Antoni Maria Bernard (fill), marquès de Bagnasco i Saliceto, 1712-1717

#### Marquesat de Balestrino i Bossolasco
- Pirro (germà de Joan Bertomeu), marquès de Balestrino i Bossolasco, senyor de Serravalle i Bardineto, mort 1553, vegeu Marquesat de Balestrino